# Sülze (Bergen)
Sülze ist eine zur niedersächsischen Stadt Bergen gehörende Ortschaft im Landkreis Celle in der Lüneburger Heide.

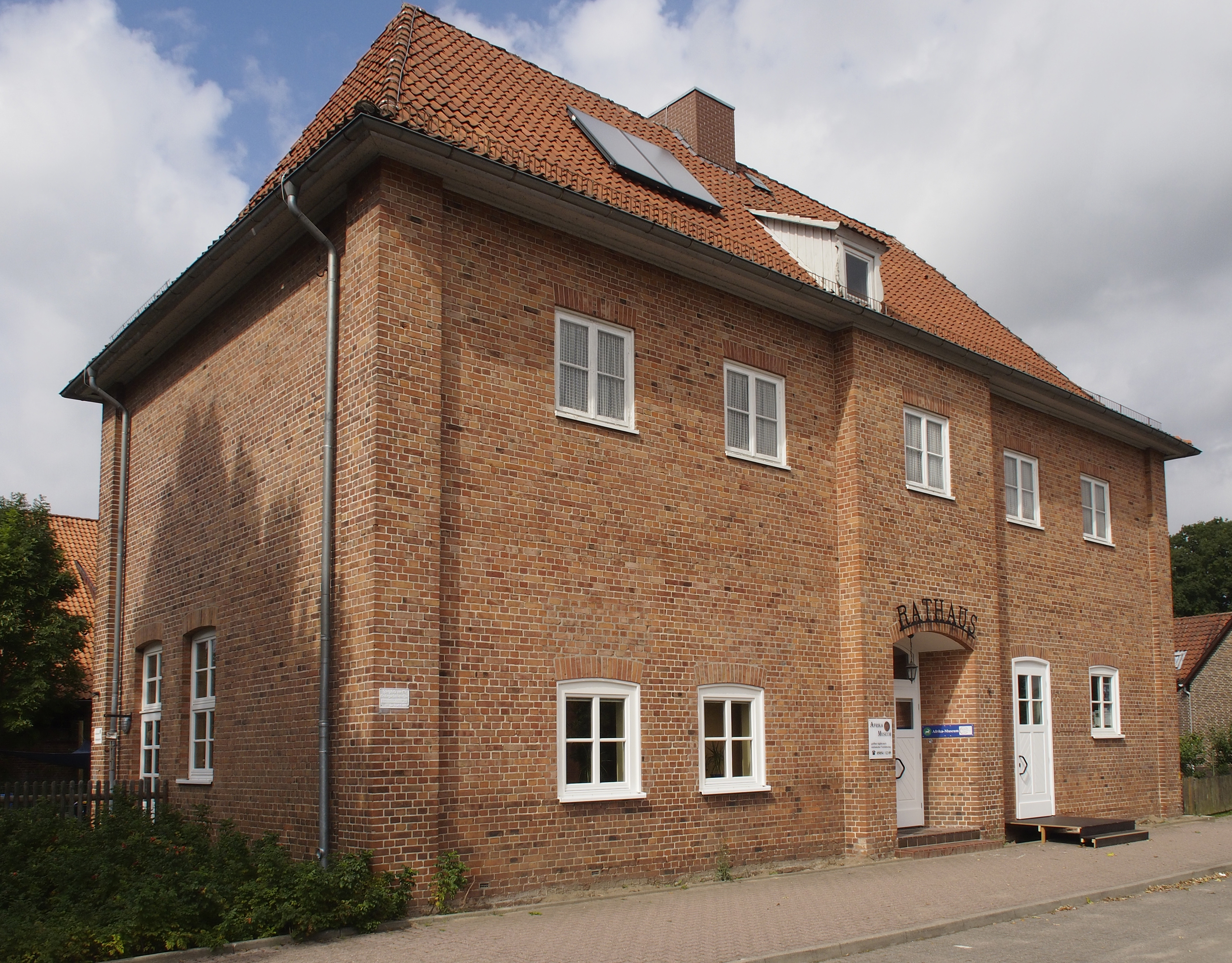
Altes Rathaus, beherbergt heute das Afrika-Museum

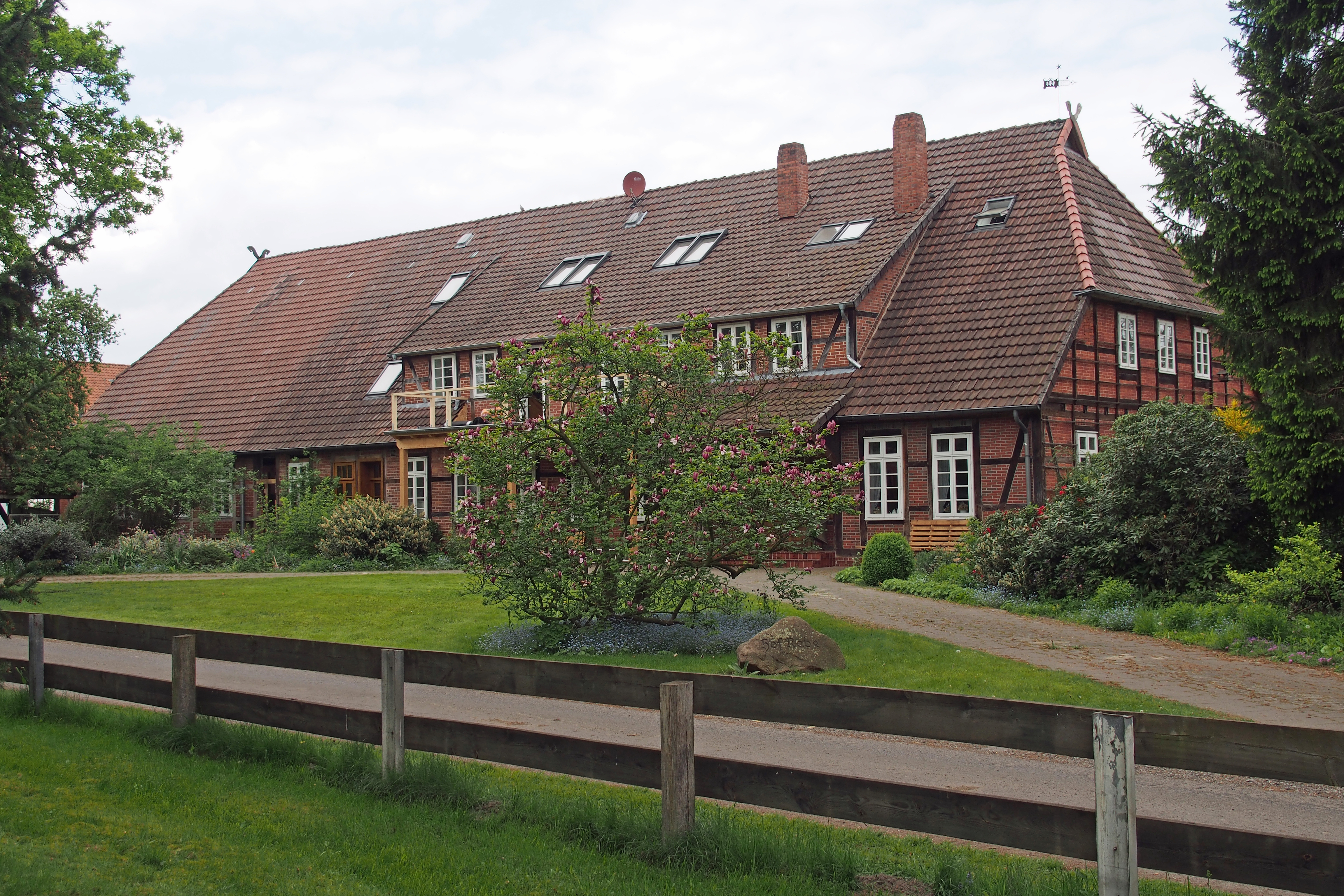
Rittergut und Sattelhof Rabe

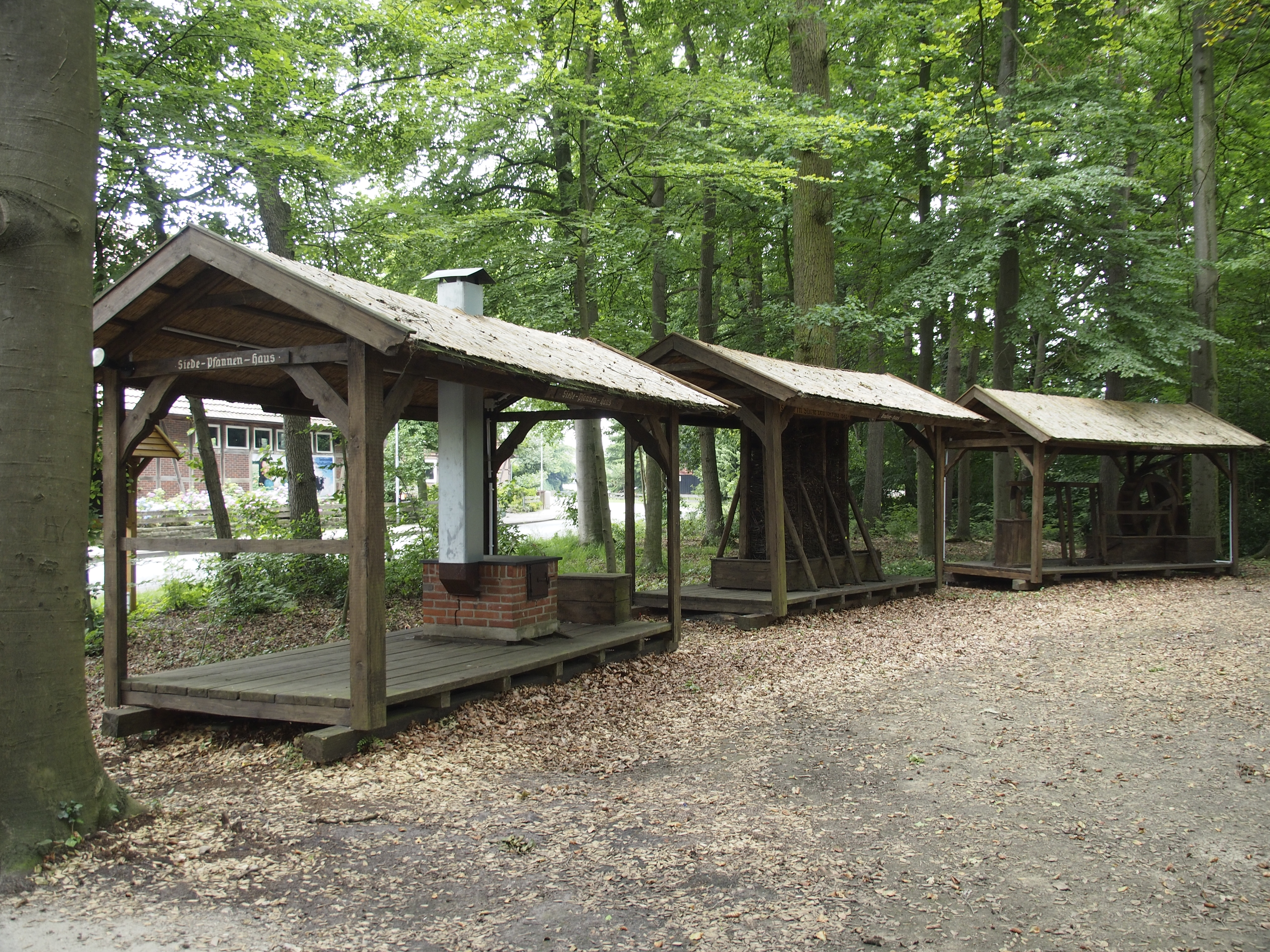
Freigelände der Salinen-Ausstellung im Bürgerpark

## Geographie
Sülze liegt am Rande des Naturparks Südheide ca. 17 km nördlich von Celle an der von Celle nach Hermannsburg führenden Landesstraße 240. Das Dorf gliedert sich in die Ortsteile Sülze, Waldhof und Twießelhop.

## Geschichte

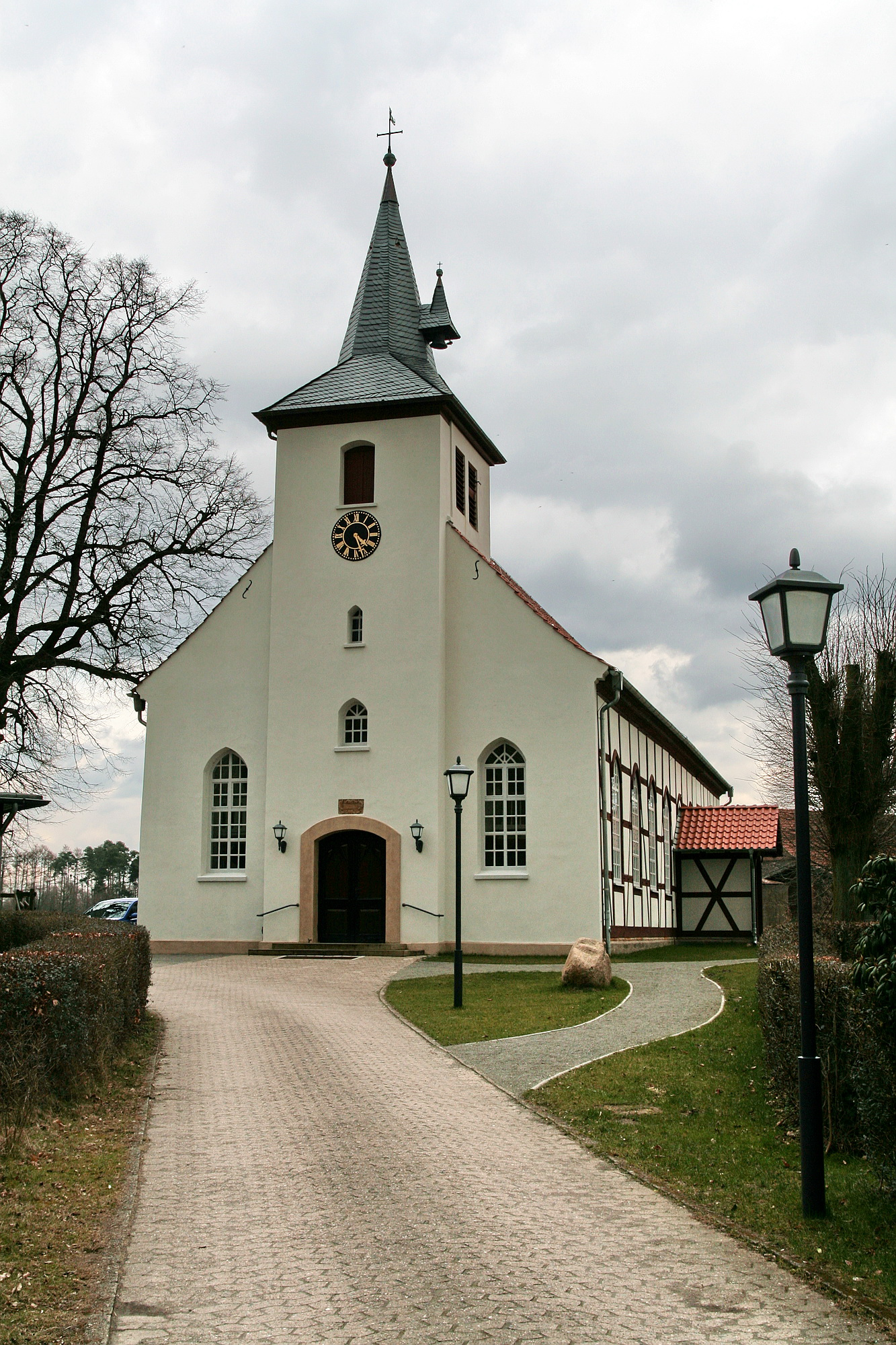
Fabian-und-Sebastian-Kirche von vorn

Die Entstehung des Dorfes Sülze kann nicht exakt datiert werden. Anzunehmen ist jedoch, dass Sülze ursprünglich aus einem Einzelgehöft, einem Sattelhof, bestand und die Siedlung nach Inbetriebnahme der Sülzer Saline im 14. Jahrhundert entstanden ist. 
Der Sattelhof befindet sich nachweislich seit 1390 im Besitz der Familie Rabe. Es wird vermutet, dass vor den Raben die Familie von Spörcken auf dem Hof ansässig war, da der Sattelhof des Öfteren in Urkunden als „Spörcken-Sattelhof“ bezeichnet wird. Der Hof war landtagsfähig, das heißt mit dem Besitz verbunden war das Recht auf Sitz und Stimme in der Ritterschaft des Fürstentums Lüneburg und damit das Recht Abgeordnete für die Lüneburger Landtage zu wählen. Er war eines der wenigen Rittergüter im lüneburgischen, die im Besitz einer nicht-adeligen Familie waren. 
1354 wurde die Ansiedlung „Op dem Solte“ (Auf dem Salze) erstmals urkundlich erwähnt. In Verzeichnissen aus den Jahren 1381 und 1382 werden sowohl Abgaben ansässiger Kötnerhöfe aufgeführt als auch die Erhebung eines Pfannenzinses, wodurch die erste urkundliche Erwähnung des Sülzer Salzwerkes vorliegt.
1475 wurde in Sülze eine erste Kapelle gebaut, die anfangs jedoch noch der Gemeinde in Bergen zugehörig war. Nach einer Schenkung im Jahr 1502 wurde eine eigene Pfarrstelle eingerichtet und Sülze selbständige Kirchengemeinde und Mittelpunkt des Kirchspiels Sülze.
Die Salzgewinnung in der Saline war für diesen Ort über Jahrhunderte bestimmend. Die Einwohner sicherten sich ihren Unterhalt als Sieder, Salzfahrer (Sölter) oder Handwerker. Von diesen Salzfahrern stammt der eigentliche Ortsname, der im Plattdeutschen zu „sult“ verschliffen wurde. Aus diesem wurde Hochdeutsch Sülze.
Das 19. Jahrhundert war zum einen von der Stilllegung der Sülzer Saline im Jahr 1862, zum anderen von umfangreichen Agrarreformen geprägt. Grundlegend für die weiteren Reformen waren die Beginn des 19. Jahrhunderts durchgeführte Generalteilung, durch die die Dörfer feste Grenzen erhielten und jedes Stück Land einer Gemeinde zugehörig war. Der Umfang der den einzelnen Dörfern zugeteilten Flächen richtete sich nach den in der Vergangenheit in Anspruch genommenen Weiderechten. Da Sülze wirtschaftlich vor allem durch die Saline geprägt war und die Landwirtschaft nur eine untergeordnete Rolle spielte, wurden knapp 800h zugesprochen. Dem folgten in den Jahren 1838 bis 1858 die Gemeinheitsteilungen. Die Allmende, d. h. die bis dato gemeinschaftlich genutzte Flächen, wurde nun den einzelnen Höfen als freies Eigentum übertragen, abhängig von den jeweiligen bestehenden Nutzungsrechten an der Allmende.
Auf Grundlage der Ablösungsverordnung für das Königreich Hannover aus dem Jahr 1833 erfolgte die Ablösung der auf den Höfen ruhenden Verpflichtungen der Grundherrschaft gegenüber. Die nach dem sogenannten Meierrecht vergebenen Höfe waren bis dato zu zahlreichen Dienstleistungen und Geldzahlungen verpflichtet, die nun gegen Zahlung einer Summe, die dem 25-fachen der bisherigen jährlichen Verpflichtung entsprach, aufgehoben wurden und die Höfe damit als freies Eigentum in den Besitz der Bauern übergingen.
Am 1. Januar 1973 wurde Sülze in die Stadt Bergen eingegliedert.

### Einwohnerentwicklung
Die folgende Tabelle zeigt die Einwohnerentwicklung von Sülze. Anzumerken ist, dass der sprunghafte Anstieg der Einwohnerzahlen nach dem Zweiten Weltkrieg im Wesentlichen durch den Zuzug Vertriebener bedingt ist.
| Jahr | Einwohner |  | Jahr | Einwohner |  | Jahr | Einwohner |
| ---- | --------- |  | ---- | --------- |  | ---- | --------- |
| 1820 | 328       |  | 1950 | 1391      |  | 1970 | 1480      |
| 1848 | 433       |  | 1961 | 1327      |  | 2000 | 1656      |
| 1939 | 859       |  | 1967 | 1508      |  | 2019 | 1812      |

## Religion

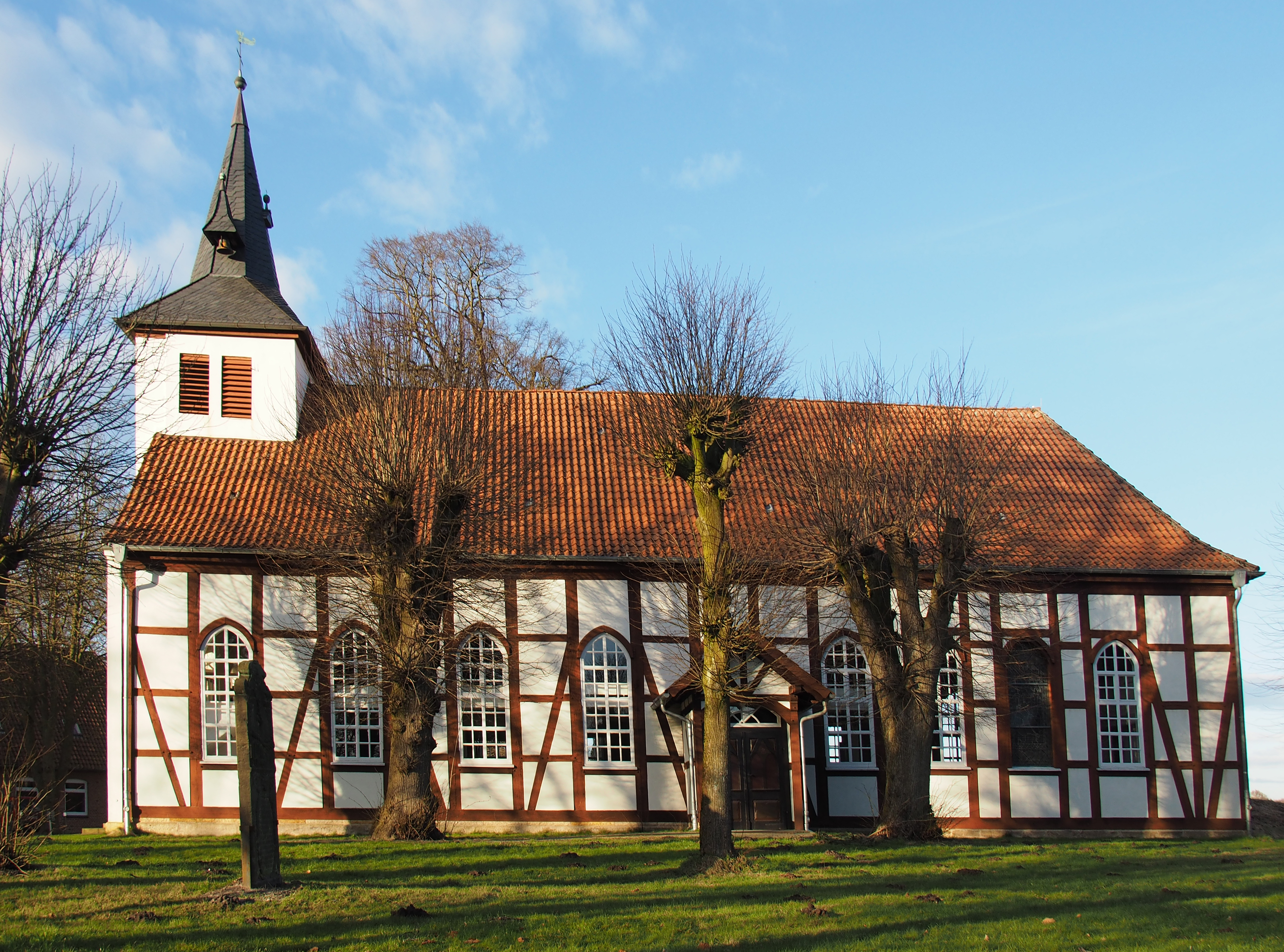
Die 1754 gebaute Fabian-und-Sebastian-Kirche in Sülze

Die Mehrheit der Sülzer gehört der evangelisch-lutherischen Kirchengemeinde der Fabian-und-Sebastian-Kirche an. Für die katholischen Einwohner ist die Pfarre in Bergen zuständig, zudem gibt es seit dem Zuzug kurdischer Familien in den 1980er-Jahren eine nennenswerte Minderheit an Jesiden in Sülze.

## Politik
Seit dem 14. Jahrhundert ist als unterste Verwaltungs- und Gerichtsinstanz die Amtsvogtey Bergen belegt, der ein herzoglicher Vogt vorstand. Ihr untergeordnet war seit dem 15. Jahrhundert die Verwaltungsstelle in Sülze, die für das Kirchspiel Sülze zuständig war. Die ausschließlich die Ortschaft Sülze betreffenden Belange wurden von der Realgemeinde, d. h. den Besitzern der an der Allmende berechtigten Höfen, beraten und entschieden. Eine grundlegende Änderung brachten die politischen Reformen des 19. Jahrhunderts, infolge derer die politische Gemeinde Sülze entstand. Die Mitbestimmung der dörflichen Angelegenheiten war nun nicht mehr von den Besitzverhältnissen abhängig, jeder männliche Dorfbewohner über 25 Jahren besaß nun das Stimmrecht.

### Ortsrat
Seit der Eingemeindung im Zuge der niedersächsischen Gebiets- und Verwaltungsreform im Jahr 1973 ist Sülze eine Ortschaft der Stadt Bergen. Vertreten wird Sülze durch den Ortsrat und den Ortsbürgermeister. Der Ortsrat hat u. a. Entscheidungskompetenzen für die in der Ortschaft gelegenen öffentlichen Einrichtungen, ist zuständig für die Förderung der Ortsbildpflege und des Vereinslebens und muss von der Stadt Bergen bei allen die Ortschaft betreffenden Belangen gehört werden. Er setzt sich aus fünf gewählten Vertretern, den aus Sülze stammenden Mitgliedern des Gemeinderates Bergen sowie dem Bürgermeister der Stadt Bergen zusammen.
Bei der Kommunalwahl 2021 ergab sich folgende Sitzverteilung:
- CDU: 4 Sitze
- SPD: 1 Sitz

### Ortsbürgermeister
Der Ortsrat wählt den Ortsbürgermeister, Amtsinhaber ist Michael Buhr (CDU).

### Wappen
Blasonierung: „Geteilt, oben in Gold einen wachsenden rotbewehrten blauen Löwen, zwischen den Pranken ein Herz; unten in Blau eine goldene Ähre, überdeckt von zwei gekreuzten silbernen Salzhaken.“

## Kultur und Sehenswürdigkeiten
- Im alten Rathaus der ehemaligen Gemeinde befindet sich heute das Afrika Museum. Die Sammlung geht zurück auf den Sülzer Lehrer Harry Lotze, der für seinen Schulunterricht im Fach Erdkunde, in den 1920er-Jahren Anschauungsmaterial suchte. In dem Museum werden afrikanische Kunst- und Kulturgegenstände, ethnologische Objekte und Jagdtrophäen, Pflanzen- und Tierpräparate gezeigt.
- Im August 2012 wurde im Zentrum des Ortes das neue zweistöckige Fachwerkhaus des Salinenmuseums eröffnet. Hier wird ein Film über die Salzgewinnung gezeigt, außerdem finden sich Schautafeln, an denen die ehemalige Salzgewinnung erläutert wird. Das neu gestaltete Außengelände zeigt an Modellen wie die Baulichkeiten seinerzeit aussahen.

### Sprache
Sülze gehört zum niederdeutschen Sprachraum und zur nordniedersächsisch-plattdeutschen Dialektgruppe. Seit dem Ende des Zweiten Weltkrieges hat sich allerdings die hochdeutsche Sprache weitestgehend durchgesetzt und das niederdeutsche verdrängt. Insbesondere unter den älteren Dorfbewohnern spielt Plattdeutsch als Umgangssprache jedoch nach wie vor eine große Rolle.

### Baudenkmäler
Siehe auch Liste der Baudenkmale in Sülze

## Wirtschaft und Infrastruktur
Sülze liegt an der von Celle nach Hermannsburg verlaufenden Landesstraße 240. Bis 1975 war Sülze Station der Kleinbahnlinie der Bahnstrecke Celle–Soltau, die den Ort mit Bergen und, nach einem Streckenausbau, in späteren Jahren auch mit Hermannsburg und Celle verband (siehe auch Kleinbahn Celle-Soltau, Celle-Munster). Busse der Linie „Faßberg/Hermannsburg - Sülze - Celle“ der CeBus GmbH & Co. KG halten mehrmals täglich in Sülze und verbinden den Ort mit den umliegenden Dörfern.

## Persönlichkeiten
- Georgette Dee (* 1958), Sänger und Schauspieler
- Hermann Ehlers (1904–1954), Politiker, bis zu seinem Tode Präsident des Deutschen Bundestages
- Reimund Helms (1954–2005), Politiker